# Жабин (Кормянский район)
Жабин (бел. Жабін) — деревня в Лужковском сельсовете Кормянского района Гомельской области Беларуси.

## География

### Расположение
В 14 км на юг от Кормы, в 51 км от железнодорожной станции Буда-Кошелёвская (на линии Гомель — Жлобин), в 78 км от Гомеля.

## Транспортная сеть
Транспортные связи по просёлочной, затем автомобильной дороге Корма — Чечерск. Планировка состоит из 2 коротких улиц. Жилые дома деревянные, усадебного типа.

## История
Согласно письменным источникам известна с XVII века как селение в Речицком повете Минского воеводства Великого княжества Литовского. Согласно инвентаря Чечерского староства (1704 года) боярский посёлок 10 дымов.
После 1-го раздела Речи Посполитой (1772 год) в составе Российской империи. Согласно инвентаря 1848 года в составе одноимённого поместья, собственность казны. Хозяин поместья в 1850 году владел 113 десятинами земли. Рядом с деревней в 1858 года была околица (4 двора, 25 жителей), владение помещика Милявского. В 1868 году в Расохской волости Рогачёвского уезда Могилёвской губернии. Согласно переписи 1897 года действовали 2 ветряные мельницы. В 1909 году в деревне 951 десятина земли, в околице 64 десятины земли. В 1929 году организован колхоз «1 Мая», работала ветряная мельница. Согласно переписи 1959 года в составе колхоза «Большевик» (центр — деревня Лужок).

## Население
- 1704 год — 10 дымов.
- 1868 год — 69 дворов, 405 жителей.
- 1897 год — 97 дворов, 559 жителей (согласно переписи).
- 1909 год — 102 двора, 562 жителя; в околице 9 дворов 53 жителя.
- 1959 год — 203 жителя (согласно переписи).
- 2004 год — 3 хозяйства, 4 жителя.
- 2025 год --- урочище. Постройки снесены, жителей нет.